# Gaetano Donizetti
Domenico Gaetano Maria Donizetti (ur. 29 listopada 1797 w Bergamo, zm. 8 kwietnia 1848 tamże) – kompozytor włoski I poł. XIX w.

## Życiorys
Gaetano był jednym z sześciorga dzieci Andrei, dozorcy domu, w którym mieszkali oraz Dominiki z domu Nava – szwaczki.
W 1805 r. jako ośmioletnie dziecko zaczął uczęszczać na Muzyczne Kursy Dobroczynne, prowadzone przez Johanna S. Mayra, na których pozostawał przez dziesięć lat, zyskując sympatię i uznanie nauczyciela. Mayr towarzyszył mu przez całe życie, będąc jego protektorem i przyjacielem. To dzięki staraniom Mayra, który zdawał sobie sprawę z talentu Gaetana, mógł on rozpocząć naukę w sławnym Liceo Filharmonico w Bolonii (dzisiejsze Konserwatorium im. G.-B. Martiniego), którego dyrektorem był Stanislao Mattei. Stypendium przyznane przez Towarzystwo Dobroczynne zapewniło mu spokojny codzienny byt. W liceum Donizetti otrzymał gruntowne wykształcenie muzyczne. Podczas pobytu w Bolonii w 1816 r., napisał swoją pierwszą operę Pigmalion, opartą na starogreckim micie o rzeźbiarzu zakochanym w swoim posągu (została wystawiona dopiero w 1960 w Bergamo). Zainteresowania kompozytora nie kończyły się na operze. Pisał także utwory symfoniczne, kościelne i kameralne. Pierwszy kwartet smyczkowy skomponował dla amatorskiego zespołu w latach 1818/1819. Ogółem napisał 19 kwartetów i 3 kwintety.
W 1818 r. Donizetti nawiązał kontakt z Bartolomeo Merellim, kolegą ze szkoły Mayra, który przekazał mu libretto do dwuaktowej opery semiseria Henryk Burgundzki. Została ona wystawiona w Wenecji, odnosząc sukces. Dzięki temu Donizetti podpisał kontrakt na następne opery z sycylijskim impresario Paolo Zanclą. Niestety, ani Szaleństwo karnawałowe czyli Mówiący portret, ani Cieśla łotewski czyli Piotr Wielki, car Wszechrosji, ani też Wesele w willi nie miały większego powodzenia. Spowodowało to dwuletnią przerwę w pisaniu oper. Donizetti zajął się tworzeniem kompozycji wokalnych i instrumentalnych.
W 1821 r. przyjechał do Rzymu z listem polecającym od Mayra, do librecisty Jacopo Ferretiego, który wprowadził go w świat artystyczny miasta. Tam też pracował nad swoją dziewiątą operą do libretta Merelliego. Była to opera seria w dwóch aktach pod tytułem Zoraida z Grenady, dzięki której wkroczył w główny nurt włoskiej twórczości operowej. Premiera odbyła się w 1822 r. w Teatro Argentina.
W Rzymie spędził cztery miesiące, nawiązując kontakt z impresario i dyrektorem teatrów muzycznych Domenico Barbają, z którym podpisał umowę na operę do wystawienia w Neapolu. Wyjechał tam i oprócz pisania oper, komponował kantaty, a także asystował Rossiniemu w przygotowaniu oratorium Atalia mistrza Mayra. Powstały opery Cyganka – ciesząca się dużym powodzeniem oraz List anonimowy – również gorąco przyjęty. W 1822 r. podpisał kontrakt na operę w słynnej La Scali w Mediolanie. Zaczął tam współpracę z librecistą Felice Romani, który w efekcie napisał dla niego dziewięć librett. Opera Klara i Serafina czyli Piraci poniosła porażkę i tym sposobem La Scala zamknęła swoją scenę przed Donizettim na osiem długich lat. Zdeprymowany kompozytor wrócił do Rzymu.
W 1823 przebywał w Neapolu, gdzie napisał kantatę i dwie opery Alfred Wielki oraz Szczęśliwe oszukanie, które niestety nie cieszyły się powodzeniem. Natomiast Nauczyciel w kłopotach do libretta Ferrietiego, wystawiony w Teatro Valle, odniósł ogromny sukces.
Po kiepskim przyjęciu Emili z Liverpoolu, wystawionej w Teatro Nuovo, nastąpiła półtoraroczna przerwa w twórczości operowej kompozytora, spowodowana zamknięciem teatrów rzymskich i neapolitańskich.
Podczas pobytu w Rzymie Donizetti zakochał się w 17-letniej córce adwokata Vassellego, Virginii. Napisał dla niej scherzo na skrzypce i fortepian, duet na dwa soprany. Oświadczył się, lecz na razie rodzice nie wyrazili zgody na małżeństwo. Nie była to jednak definitywna odmowa, chodziło raczej o brak stabilizacji finansowej kompozytora. Z tego powodu Donizetti podpisał kontrakt na trzy lata z Barbają, w którym zobowiązał się do komponowania czterech oper rocznie. Dzięki temu kontraktowi rok później Donizetti wziął ślub z Virginią.
Na uwagę zasługuje jednoaktowa farsa Stosowności i niestosowności teatralne, do której kompozytor sam napisał tekst – było to niespotykane jak na ówczesne czasy zjawisko. Opera była ciętą satyrą na ówczesny teatr; wystawiona w Teatro Nuovo odniosła duży sukces.
W 1829 r. urodził się pierwszy syn kompozytora, który umarł niedługo po porodzie, podobnie zresztą jak dwoje następnych dzieci. Donizetti wystawiał opery w Rzymie, Neapolu, Mediolanie. Powstała Anna Boleyn, ciesząca się ogromnym powodzeniem, zapewniając autorowi wielkie uznanie.
Znaczącym wydarzeniem stało się napisanie opery komicznej w dwóch aktach Napój miłosny do libretta Romaniego, na zamówienie mediolańskiego Teatro della Canobbiana. Wystawiona w 1832 r. odniosła ogromny sukces. Mimo wielu scen komicznych, opera zawierała element zadumy nad ludzkimi słabościami i namiętnościami, z przepiękną arią Nemorina Ukryta łza wzruszającą ekspresją, zapadając głęboko w pamięć słuchacza.
W 1834 r. Donizetti otrzymał nominację na profesora kontrapunktu i kompozycji Królewskiego Konserwatorium w Neapolu. Było to ogromne wyróżnienie, które poza prestiżem dało kompozytorowi stały dochód. Zaraz po tym otrzymał od Rossiniego zaproszenie do Paryża, gdzie miał napisać operę dla Teatru Wielkiego.
Podczas poszukiwań tematu do następnej opery, natrafił na powieść Waltera Scota pod tytułem Narzeczona z Lammermoor (ang. The Bride of Lammermoore). Na podstawie tej książki Salvatore Cammarano napisał libretto. Dwuaktowa opera seria Łucja z Lammermoor zapisała się w historii muzyki operowej jako jedno z największych dzieł. Wystawiona została w 1835 r. w Teatrze San Carlo. Łucja z Lammermoor do dziś zachwyca nie tylko pięknem muzyki, ale i wstrząsa siłą dramatycznego napięcia. Jednym z najbardziej poruszających fragmentów opery jest scena obłędu Łucji.
Kiedy umarł Vincenzo Bellini w 1835 r., Donizetti napisał na jego cześć mszę żałobną Messa da Requiem na sola, chór i orkiestrę, która – obok oper – stała się jednym z jego najwybitniejszym dzieł. Do wykonania tego utworu doszło w kościele w Bergamo w 1870 r.
W tym samym 1835 r. zmarł ojciec, a dwa miesiące później matka kompozytora. Do nieszczęść doszła jeszcze śmierć nowo narodzonej córeczki i choroba Virginii. Przyznanie mu przez króla Ludwika Filipa krzyża kawalerskiego Legii Honorowej było jedynym miłym akcentem w tym czasie.
30 lipca 1837 zmarła jego 28-letnia żona, co spowodowało rozpacz kompozytora. Nie otrzymał także nominacji na dyrektora Konserwatorium, na którą liczył. W tej sytuacji postanowił opuścić Neapol i udał się do Paryża. Tam wystawił operę komiczną Córka pułku, a także Faworytę – grand operę w czterech aktach, która zaliczana jest do arcydzieł tego gatunku. Była to 63. opera kompozytora i najwybitniejsze jego dzieło od czasów Łucji.
Podczas pobytu w Wiedniu wystawił Lindę z Chamounix, która podbiła naddunajską stolicę. Kompozytor stał się najpopularniejszą postacią wiedeńskiego życia artystycznego.
Następna opera komiczna skomponowana w rekordowym tempie, bo w ciągu 10 dni – Don Pasquale – została wystawiona w Paryżu w 1843. Jej ogromny sukces był też w dużej mierze zasługą wielkich wykonawców operowych: Giulietta Grisi, Giovanni hrabia di Candia, Luigi Lablache, czy Antonio Tamburini. Opera nie potrzebowała dużo czasu, aby podbić świat.
W 1845 r. uporczywe bóle głowy oraz ogólne osłabienie coraz bardziej dokuczały kompozytorowi. Zaczęły pojawiać się pewne oznaki zaburzeń umysłowych. Siostrzeniec umieścił go szpitalu dla umysłowo chorych w Ivry pod Paryżem. Kompozytor był tam w rzeczy samej więziony i dopiero interwencja barona de Lannoy u Giuseppe Donizettiego spowodowała, że po 16 miesiącach opuścił szpital. Został tymczasowo ulokowany w apartamencie w Paryżu, gdzie mogli odwiedzać go przyjaciele. Następnie został przewieziony do Bergamo, gdzie po wylewie krwi do mózgu 8 kwietnia 1848 r. zmarł. W pogrzebie uczestniczyli liczni przyjaciele, chcący oddać cześć wielkiemu kompozytorowi.
Odznaczony papieskim Orderem Złotej Ostrogi oraz Legią Honorową.

## Upamiętnienie

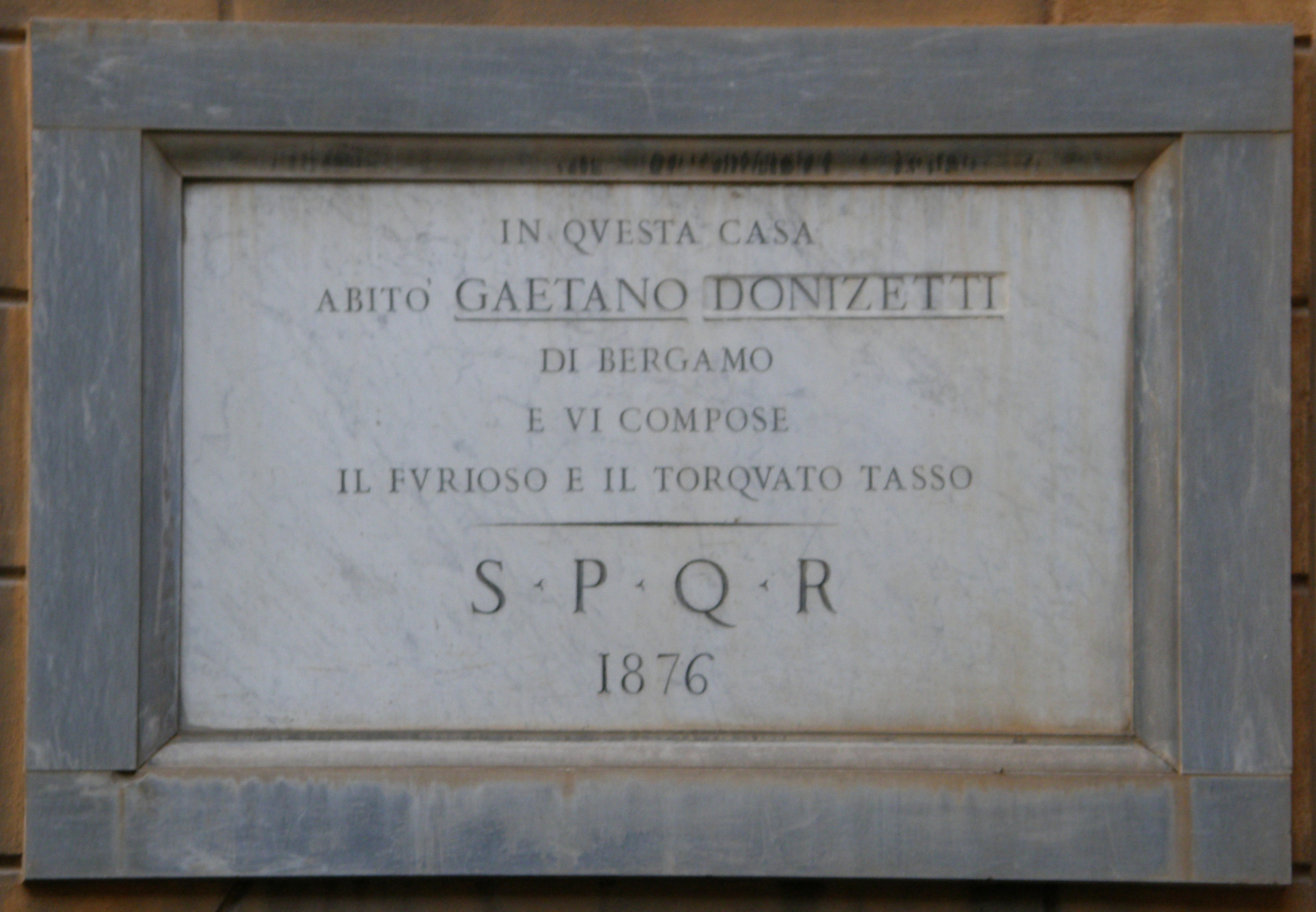
Tablica na budynku przy Via delle Murate w Rzymie, upamiętniająca pobyt G. Donizettiego

W setną rocznicę urodzin Donizettiego, w 1897 r., w Palazzo delle Scuole w Bergamo została otwarta poświęcona mu ekspozycja, zaś na Piazza Cavour odsłonięto jego pomnik.
Imię kompozytora zostało upamiętnione w nazwach ulic w bardzo wielu włoskich miastach. Jest on też patronem jednej z głównych ulic w Città Alta w Bergamo. Tam też, przy Via Arena 9, znajduje się poświęcone mu muzeum (Museo Donizettiano) i Biblioteka Muzyczna jego imienia (Biblioteca Musicale „Gaetano Donizetti”).

## Opery
Lista obejmuje zachowane (także tylko we fragmentach) opery Donizettiego oraz te, które nie zachowały się, ale o ich istnieniu świadczą dokumenty z epoki. W literaturze niektóre opery występują pod tytułami alternatywnymi, a niektóre opracowania bywają traktowane jako odrębne utwory.
- Il Pigmalione (Pigmalion) – scena dramatyczna w 1 akcie (1816). Libretto: Antonio Simeone Sografi. Prapremiera: 13 października 1960, Bergamo, Teatro Donizetti.
- L'Olimpiade – opera seria (fragmenty) (1817). Libretto: Pietro Metastasio. Niewystawiona.
- L'ira d'Achille – opera seria (fragmenty) (1817). Libretto: Felice Romani (?). Prapremiera: 1817 (?), Bolonia (?).
- Enrico di Borgogna – opera semiseria w 2 aktach (1818). Libretto: Bartolomeo Merelli. Prapremiera: 14 listopada 1818, Wenecja, Teatro San Luca.
- Una follia albo Un ritratto parlante (Szaleństwo albo Portret, który mówi) – farsa w 1 akcie (1818). Libretto: Bartolomeo Merelli. Prapremiera: 15 grudnia 1818, Wenecja, Teatro San Luca.
- I piccioli virtuosi ambulanti – opera buffa w 1 akcie (1819). Libretto: Bartolomeo Merelli. Prapremiera: 1819, Bergamo.
- Le nozze in villa – opera buffa w 2 aktach (1819). Libretto: Bartolomeo Merelli. Prapremiera: 1820, Mantua, Teatro Vecchio.
- Il falegname di Livonia albo Pietro il grande, tsar delle Russie (Cieśla z Liwonii albo Piotr Wielki, car Wszechrosji) – opera buffa w 2 aktach (1819). Libretto: Gherardo Bevilacqua-Aldobrandini. Prapremiera: 26 grudnia 1819, Wenecja, Teatro San Samuele.
- Zoraida di Granata (Zoraida z Grenady) – opera seria w 2 aktach (1822). Libretto: Bartolomeo Merelli, zrewidował Jacopo Ferretti. Prapremiera: 28 stycznia 1822, Rzym, Teatro Argentina.
- La zingara (Cyganka) – opera semiseria w 2 aktach (1822). Libretto: Andrea Tottola. Prapremiera: 12 maja 1822, Neapol, Teatro Nuovo.
- La lettera anonima – farsa w 1 akcie (1822). Libretto: Giulio Genoino. Prapremiera: 29 czerwca 1822, Neapol, Teatro del Fondo.
- Chiara e Serafina albo I pirati – opera semiseria w 2 aktach (1822). Libretto: Felice Romani. Prapremiera: 26 października 1822, Mediolan, La Scala.
- Alfredo il grande (Alfred Wielki) – opera seria w 2 aktach (1823). Libretto: Andrea Tottola. Prapremiera: 2 lipca 1823, Neapol, Teatro San Carlo.
- Il fortunate inganno (Pomyślne oszustwo) – opera buffa w 2 aktach (1823). Libretto: Andrea Tottola. Prapremiera: 3 września 1823, Neapol, Teatro Nuovo.
- L’ajo nell’imbarazzo albo Don Gregorio (Opiekun w opałach) – opera buffa w 2 aktach (1824). Libretto: Jacopo Ferretti. Prapremiera: 4 lutego 1824, Rzym, Teatro Valle.
- Emilia di Liverpool – opera semiseria w 2 aktach (1824). Libretto: autor nieznany, opr. Giuseppe Checcherini. Prapremiera: 28 lipca 1824, Neapol, Teatro Nuovo. Opracowana ponownie jako L’eremitaggio di Liverpool (1828).
- Alahor in Granata (Alahor w Grenadzie) – opera seria w 2 aktach (1825). Libretto: M. A. [M. Accussi(?)]. Prapremiera: 7 stycznia 1826, Palermo, Teatro Carolina.
- Elvida – opera seria w 1 akcie (1826). Libretto: Giovanni Schmidt. Prapremiera: 6 lipca 1826, Neapol, Teatro San Carlo.
- Il castello degli invalidi – farsa w 1 akcie (1826?). Libretto: autor nieznany. Prapremiera: 1826(?), Palermo(?). Zaginiona.
- Gabriella di Vergy – opera seria w 2 aktach (1826, wersja zrewidowana 1838). Libretto: Andrea Tottola. Prapremiera: 29 listopada 1869, Neapol, Teatro San Carlo.
- La bella prigioniera – farsa w 1 akcie (1826?). Libretto: autor nieznany. Niewystawiona. Znane jedynie fragmenty.
- Olivo e Pasquale – opera buffa w 2 aktach (1826). Libretto: Jacopo Ferretti. Prapremiera: 7 stycznia 1827, Rzym, Teatro Valle.
- Otto mesi in due ore albo Gli esiliati in Siberia (Osiem miesięcy w dwie godziny albo Zesłańcy z Sybiru) – opera romantica w 3 aktach (1827). Libretto: Domenico Gilardoni. Prapremiera: 13 maja 1827, Neapol, Teatro Nuovo. Opracowana ponownie w wersji francuskiej jako Élisabeth, ou la fille de l'exilé (1840).
- Il borgomastro di Saardam (Burmistrz Saardam) – opera buffa w 2 aktach (1827). Libretto: Domenico Gilardoni. Prapremiera: 19 sierpnia 1827, Neapol, Teatro del Fondo.
- Le convenienze ed inconvenienze teatrali (Teatralne obyczaje i nieobyczajności) – farsa w 1 akcie (1827; wersja zrewidowana 1831). Libretto: Gaetano Donizetti. Prapremiera: 21 listopada 1827, Neapol, Teatro Nuovo.
- L’esule di Roma albo Il proscritto albo Settimio il proscritto (Wygnaniec z Rzymu) – opera seria w 2 aktach (1827). Libretto: Domenico Gilardoni. Prapremiera: 1 stycznia 1828, Neapol, Teatro San Carlo.
- Alina, regina di Golkonda (Alina, królowa Golkondy) – opera semiseria w 2 aktach (1828). Libretto: Felice Romani. Prapremiera: 12 maja 1828, Genua, Teatro Carlo Fenice.
- Gianni di Calais – opera semiseria w 3 aktach (1828). Libretto: Domenico Gilardoni. Prapremiera: 2 sierpnia 1828, Neapol, Teatro del Fondo.
- Il giovedi grasso albo Il nuovo Pourceaugnac (Tłusty czwartek) – farsa w 1 akcie (1828). Libretto: Domenico Gilardoni. Prapremiera: 26 lutego 1829, Neapol, Teatro del Fondo.
- Il paria (Parias) – opera seria w 2 aktach (1828). Libretto: Domenico Gilardoni. Prapremiera: 12 stycznia 1829, Neapol, Teatro San Carlo.
- Elisabetta al castello di Kenilworth albo Il castello di Kenilworth (Elżbieta I w zamku Kenilworth) – opera seria w 3 aktach (1829). Libretto: Andrea Tottola. Prapremiera: 6 lipca 1829, Neapol, Teatro San Carlo.
- I pazzi per progetto (Podstępni wariaci) – farsa w 1 akcie (1829-30). Libretto: Domenico Gilardoni. Prapremiera: 6 lutego 1830, Neapol, Teatro San Carlo.
- Il diluvio universale (Potop powszechny) – azione tragica-sacra w 3 aktach (1829-30, wersja zrewidowana 1833-4). Libretto: Domenico Gilardoni. Prapremiera: 28 lutego 1830, Neapol, Teatro San Carlo.
- Imelda de’Lambertazzi – opera seria w 2 aktach (1830). Libretto: Andrea Tottola. Prapremiera: 5 września 1830, Neapol, Teatro San Carlo.
- Anna Bolena (Anna Boleyn) – opera seria w 2 aktach (1830). Libretto: Felice Romani. Prapremiera: 26 grudnia 1830, Mediolan, Teatro Carcano.
- Gianni di Parigi (Jan z Paryża) – opera buffa w 2 aktach (1831). Libretto: Felice Romani. Prapremiera: 10 września 1839, Mediolan, La Scala.
- Francesca di Foix – opera semiseria w 1 akcie (1831). Libretto: Domenico Gilardoni. Prapremiera: 30 maja 1831, Neapol, Teatro San Carlo.
- La romanziera e l’uomo nero (Romantyczka i mężczyzna w czerni) – farsa w 1 akcie (1831). Libretto: Domenico Gilardoni. Prapremiera: 18 czerwca 1831, Neapol, Teatro del Fondo.
- Fausta – opera seria w 2 aktach (1831). Libretto: Domenico Gilardoni, Gaetano Donizetti. Prapremiera: 12 stycznia 1832, Neapol, Teatro San Carlo.
- Ugo, conte di Parigi (Hugo, hrabia Paryża) – opera seria w 2 aktach (1831-2). Libretto: Felice Romani. Prapremiera: 13 marca 1832, Mediolan, La Scala.
- L’elisir d’amore (Napój miłosny) – opera buffa w 2 aktach (1832). Libretto: Felice Romani. Prapremiera: 12 maja 1832, Mediolan, Teatro Canobbiana.
- Sancia di Castiglia – opera seria w 2 aktach (1832). Libretto: Pietro Salatino. Prapremiera: 4 listopada 1832, Neapol, Teatro San Carlo.
- Il furioso all’isola di San Domingo (Szaleniec z wyspy San Domingo) – opera semiseria w 3 aktach (1832). Libretto: Jacopo Ferretti. Prapremiera: 2 stycznia 1833, Rzym, Teatro Valle.
- Parisina d’Este albo Parisina – opera seria w 3 aktach (1833). Libretto: Felice Romani. Prapremiera: 17 marca 1833, Florencja, Teatro della Pergola.
- Torquato Tasso albo Sordello – opera semiseria w 3 aktach (1833). Libretto: Jacopo Ferretti. Prapremiera: 9 września 1833, Rzym, Teatro Valle.
- Lucrezia Borgia (Lukrecja Borgia) – opera seria w 2aktach z prologiem (1833), wersje zrew. (1839, 1840). Libretto: Felice Romani. Prapremiera: 26 grudnia 1833, Mediolan, La Scala.
- Rosmonda d’Inghilterra (Rosmonda Angielska) – opera seria w 2 aktach (1834). Libretto: Felice Romani. Prapremiera: 27 lutego 1834, Florencja, Teatro della Pergola. Opracowana ponownie jako Eleonora di Gujenna (1839).
- Maria Stuarda (Maria Stuart) – opera seria w 3 aktach (1834). Libretto: Giuseppe Bardari. Prapremiera: 30 grudnia 1835, Mediolan, La Scala. Opracowana ponownie jako Buondelmonte (1834).
- Gemma di Vergy – opera seria w 2 aktach (1834). Libretto: Emanuele Bidèra. Prapremiera: 26 grudnia 1834, Mediolan, La Scala.
- Marino Faliero – opera seria w 3 aktach (1835). Libretto: Emanuele Bidèra. Prapremiera: 12 marca 1835, Paryż, Théatre-Italien.
- Lucia di Lammermoor (Łucja z Lammermooru) – opera seria w 3 aktach (1835). Libretto: Salvatore Cammarano. Prapremiera: 26 września 1835, Neapol, Teatro San Carlo. Opracowana ponownie w wersji francuskiej jako Lucie de Lammermoor (1839).
- Belisario – opera seria w 3 aktach (1835-6). Libretto: Salvatore Cammarano. Prapremiera: 4 lutego 1836, Wenecja, Teatro La Fenice.
- Il campanello di notte albo II campanello dello speziale albo Il Campanello (Nocny dzwoneczek) – farsa w 1 akcie (1836). Libretto: Gaetano Donizetti. Prapremiera: 1 czerwca 1836, Neapol, Teatro Nuovo.
- Betly albo La capanna svizzera (Betly albo Chatka szwajcarska) – opera buffa w 1 akcie (1836). Libretto: Gaetano Donizetti. Prapremiera: 21 sierpnia 1836, Neapol, Teatro Nuovo.
- L’assedio di Calais (Oblężenie Calais) – opera seria w 3 aktach (1836). Libretto: Salvatore Cammarano. Prapremiera: 19 listopada 1836, Neapol, Teatro San Carlo.
- Pia de’Tolomei – opera seria w 2 aktach (1836-7). Libretto: Salvatore Cammarano. Prapremiera: 18 lutego 1837, Wenecja, Teatro Apollo.
- Roberto Devereux albo Il Conte di Essex – opera seria w 3 aktach (1837). Libretto: Salvatore Cammarano. Prapremiera: 28 października 1837, Neapol, Teatro San Carlo.
- Maria de Rudenz – opera seria w 3 aktach (1837). Libretto: Salvatore Cammarano. Prapremiera: 30 stycznia 1838, Wenecja, Teatro La Fenice.
- Poliuto – opera seria w 3 aktach (1838). Libretto: Salvatore Cammarano. Prapremiera: 30 listopada 1848, Neapol, Teatro San Carlo. Opracowana ponownie w wersji francuskiej jako grand opéra Les Martyrs (Męczennicy) (1839).
- Le Duc d’Albe (Książę Alba) – grand opéra w 5 aktach (1839). Libretto: Eugène Scribe, Charles Duvéyrier. Nieukończona, uzupełniona przez innych kompozytorów i wystawiona w wersji włoskiej jako Il Duca d’Alba, prapremiera: 22 marca 1882, Rzym, Teatro Apollo.
- La Fille du regiment (Córka pułku) – opéra comique w 2 aktach (1839). Libretto: Jules-Henri Vernoy de Saint-Georges, Jean-Francois-Albert Bayard. Prapremiera: 11 lutego 1840, Paryż, Opéra Comique. Opracowana ponownie w wersji włoskiej jako opera buffa La figlia del reggimento (1840).
- L’ange de Nisida – opera semiseria w aktach (1839). Libretto: Alphonse Royer, Gustave Vaez. Niewystawiona, przerobiona na La Favorite.
- La Favorite (Faworyta) – grand opéra w 4 aktach (1840). Libretto: Alphonse Royer, Gustave Vaez. Prapremiera: 2 grudnia 1840, Paryż, Opéra. Opracowana ponownie w wersji włoskiej jako La Favorita (1840).
- Adelia albo La figlia dell’arciere – opera seria w 3 aktach (1840). Libretto: Felice Romani, Girolamo Marini. Prapremiera: 11 lutego 1841, Rzym, Teatro Apollo.
- Rita albo Le mari battu (Rita albo Żona mnie leje) – opéra comique w 1 akcie (1841). Libretto: Gustave Vaez. Prapremiera: 7 maja 1860, Paryż, Opéra-Comique.
- Maria Padilla, opera seria w 3 aktach (1841; wersja zrewidowana 1842). Libretto: Gaetano Rossi, Gaetano Donizetti. Prapremiera: 26 grudnia 1841, Mediolan, La Scala.
- Ne m'oubliez pas (Nie zapomnij mnie) – opéra comique w 2 aktach (1841). Libretto: Jules-Henri Vernoy de Saint-Georges. Nieukończona.
- Linda di Chamounix (Linda z Chamounix) – opera semiseria w 3 aktach (1841-2, wersja zrewidowana 1842). Libretto: Gaetano Rossi. Prapremiera: 19 maja 1842, Wiedeń, Kärntnertorteater.
- Caterina Cornaro – opera seria w 2 aktach z prologiem (1842-3). Libretto: Giacomo Sacchero. Prapremiera: 18 stycznia 1844, Neapol, Teatro San Carlo.
- Don Pasquale –opera buffa w 3 aktach (1842). Libretto: Giovanni Ruffini, Gaetano Donizetti. Prapremiera: 3 stycznia 1843, Paryż, Théâtre-Italien.
- Maria di Rohan albo II conte di Chalais – opera seria w 3 aktach (1843). Libretto: Salvatore Cammarano. Prapremiera: 5 czerwca 1843, Wiedeń, Kärntnertorteater.
- Dom Sébastien, roi de Portugal (Don Sebastian, król Portugalii) – grand opéra w 5 aktach (1843). Libretto: Eugène Scribe. Prapremiera: 13 listopada 1843, Paryż, Opéra. Opracowana ponownie w wersji niemieckiej jako Dom Sebastian (1845) oraz włoskiej, jako Don Sebastiano (1847).
- La fidanzata – farsa w 1 akcie (1843). Libretto: autor nieznany. Nieukończona.

## Muzyka religijna
- Messa da Requiem (1835) dla uczczenia pamięci Vincenzo Belliniego
- Messa da Requiem (maj 1837) na zgon Niccolò A. Zingarellego; autograf zaginiony
- Messa da Requiem (Neapol 7 listopada 1837) na zgon opata Fazziniego; autograf zaginiony
- Requiem na trzy głosy i orkiestrę napisane z okazji poświęcenia grobu Alfonso Della Valle di Casanova
- Messa di Gloria i Credo na 3 i 4 głosy, chór i wielką orkiestrę c-moll (Neapol, 28 XI, 1837)
- Magnificat na 3 głosy i orkiestrę D-dur (Bergamo, maj 1819)

W twórczości Donizettiego największe znaczenie mają opery kontynuujące pod względem stylistycznym tradycje opery włoskiej XVIII wieku. Wykorzystują one wpływ S. Mayra (oszczędna instrumentacja, faworyzowanie instrumentów dętych drewnianych) oraz G. Rossiniego (typ melodyki, sposoby osiągania elementów komicznych). Najważniejszym środkiem wyrazu w operach Donizettiego jest melodyka. Może być ona koloraturowa (przeważa we wcześniejszych operach), kantylenowa o cechach lirycznych, albo w stylu „popolaresco” – spokrewniona z pieśniami neapolitańskimi (np. serenada Ernesta z ostatniego aktu opery „Don Pasquale”, albo aria Gennara z prologu do opery „Lucrezia Borgia”). W późniejszych dziełach Donizetti często operował melodyką stanowiącą syntezę elementów koloraturowych, kantylenowych i „popolaresco”. Rytmikę Donizettiego cechuje duża częstotliwość rytmów punktowanych i tanecznych.
Dla twórczości operowej Donizettiego charakterystyczna jest skłonność do parodii, satyry oraz mistrzowskie łączenie elementów komicznych i lirycznych. Język muzyczny Donizettiego posiada cechy indywidualne, niemniej Donizetti operuje także środkami konwencjonalnymi widocznymi choćby w harmonice, czy też w schematach architektonicznych powszechnie stosowanych w operze włoskiej XIX wieku. Donizetti wyróżniał się świetną znajomością i wyczuciem specyfiki sztuki teatralnej oraz dramaturgii operowej. Był autorem kilku librett. Śpiewne, często sentymentalne arie, posiadające łatwą do zapamiętania melodię stawały się przebojami. Kompozytor umożliwiał śpiewakom wszechstronne ukazanie możliwości i umiejętności wokalnych. Wykonawcami oper Donizettiego byli tacy śpiewacy jak: Giuditta Pasta, G.B. Rubini, F. Persiani, G.L. Duprez, G. Mario, G. Grisi, A. Patti, L. Lablache, często tak znakomici śpiewacy przyczyniali się do wzrostu popularności oper Donizettiego.